# Liste der süddeutschen Fußballmeister 1898–1933

Der Freiburger FC gewann 1899 den ersten süddeutschen Meistertitel.

Die Liste der süddeutschen Fußballmeister umfasst alle Meister des Süddeutschen Fußball-Verbandes der Jahre 1899 bis 1933 sowie die Meister der jeweils höchsten regionalen Spielklassen von 1904 bis 1933.
Der Süddeutsche Fußball-Verband wurde im Oktober 1897 als „Verband Süddeutscher Fußball-Vereine“ gegründet, die Umbenennung zur heutigen Bezeichnung erfolgte 1914. Die erste Meisterschaftsrunde fand 1898/99 statt. Bis 1903 wurde der Meister aufgrund der vergleichsweise geringen Teilnehmerzahl ausschließlich im Pokalmodus ermittelt, zur Spielzeit 1903/04 wurde auf regionaler Ebene erstmals ein Ligaspielbetrieb organisiert. Die Meister der regionalen Spielklassen spielten in einer Endrunde den Süddeutschen Meister aus, wobei der Endrunden-Modus – einhergehend mit den häufigen Reformen der Spielklassen – mehrfach geändert werden musste.
Im August 1933 löste sich der Süddeutsche Fußball-Verband auf, bis 1945 wurde kein süddeutscher Fußballmeister ermittelt. Nach dem Zweiten Weltkrieg wurde die Meisterschaft ab der Saison 1945/46 in der Fußball-Oberliga Süd ausgespielt.

## Süddeutsche Meister 1898 bis 1933
Nachdem lange Zeit davon ausgegangen wurde, der erste Meistertitel sei schon 1898 vergeben worden, haben neuere Forschungen mehr Licht in die Anfänge gebracht. Ob es 1899/1900 einen Meister gab, ist umstritten.
| Saison    | Süddeutscher Meister | Abschneiden deutsche Meisterschaft         | Deutscher Meister                          |
| --------- | -------------------- | ------------------------------------------ | ------------------------------------------ |
| 1897/98   | nicht ausgetragen    | keine deutsche Meisterschaft               | keine deutsche Meisterschaft               |
| 1898/99   | Freiburger FC        | keine deutsche Meisterschaft               | keine deutsche Meisterschaft               |
| 1899/1900 | Straßburger FV       | keine deutsche Meisterschaft               | keine deutsche Meisterschaft               |
| 1900/01   | Karlsruher FV        | keine deutsche Meisterschaft               | keine deutsche Meisterschaft               |
| 1901/02   | Karlsruher FV        | keine deutsche Meisterschaft               | keine deutsche Meisterschaft               |
| 1902/03   | Karlsruher FV        | Halbfinale                                 | VfB Leipzig                                |
| 1903/04   | Karlsruher FV        | Viertelfinale                              | kein Meister                               |
| 1904/05   | Karlsruher FV        | Finale                                     | Berliner TuFC Union 92                     |
| 1905/06   | 1. FC Pforzheim      | Finale                                     | VfB Leipzig                                |
| 1906/07   | Freiburger FC        | Sieger                                     | Freiburger FC                              |
| 1907/08   | Stuttgarter Kickers  | Finale                                     | Berliner FC Viktoria                       |
| 1908/09   | FC Phönix Karlsruhe  | Sieger                                     | FC Phönix Karlsruhe                        |
| 1909/10   | Karlsruher FV        | Sieger                                     | Karlsruher FV                              |
| 1910/11   | Karlsruher FV        | Halbfinale                                 | Berliner FC Viktoria                       |
| 1911/12   | Karlsruher FV        | Finale                                     | Holstein Kiel                              |
| 1912/13   | Stuttgarter Kickers  | Viertelfinale                              | VfB Leipzig                                |
| 1913/14   | SpVgg Fürth          | Sieger                                     | SpVgg Fürth                                |
| 1914/15   | nicht ausgetragen    | kriegsbedingt keine deutsche Meisterschaft | kriegsbedingt keine deutsche Meisterschaft |
| 1915/16   | 1. FC Nürnberg       | kriegsbedingt keine deutsche Meisterschaft | kriegsbedingt keine deutsche Meisterschaft |
| 1916/17   | Stuttgarter Kickers  | kriegsbedingt keine deutsche Meisterschaft | kriegsbedingt keine deutsche Meisterschaft |
| 1917/18   | 1. FC Nürnberg       | kriegsbedingt keine deutsche Meisterschaft | kriegsbedingt keine deutsche Meisterschaft |
| 1918/19   | nicht ausgetragen    | kriegsbedingt keine deutsche Meisterschaft | kriegsbedingt keine deutsche Meisterschaft |
| 1919/20   | 1. FC Nürnberg       | Sieger                                     | 1. FC Nürnberg                             |
| 1920/21   | 1. FC Nürnberg       | Sieger                                     | 1. FC Nürnberg                             |
| 1921/22   | FC Wacker München    | Halbfinale                                 | kein Meister                               |
| 1922/23   | SpVgg Fürth          | Halbfinale                                 | Hamburger SV                               |
| 1923/24   | 1. FC Nürnberg       | Sieger                                     | 1. FC Nürnberg                             |
| 1924/25   | VfR Mannheim         | Achtelfinale                               | 1. FC Nürnberg                             |
| 1925/26   | FC Bayern München    | Achtelfinale                               | SpVgg Fürth                                |
| 1926/27   | 1. FC Nürnberg       | Sieger                                     | 1. FC Nürnberg                             |
| 1927/28   | FC Bayern München    | Halbfinale                                 | Hamburger SV                               |
| 1928/29   | 1. FC Nürnberg       | Halbfinale                                 | SpVgg Fürth                                |
| 1929/30   | Eintracht Frankfurt  | Viertelfinale                              | Hertha BSC                                 |
| 1930/31   | SpVgg Fürth          | Viertelfinale                              | Hertha BSC                                 |
| 1931/32   | Eintracht Frankfurt  | Finale                                     | FC Bayern München                          |
| 1932/33   | FSV Frankfurt        | Viertelfinale                              | Fortuna Düsseldorf                         |

## Weitere Teilnehmer an der deutschen Fußballmeisterschaft
Ab der Spielzeit 1924/25 war nicht nur der süddeutsche Meister, sondern ebenfalls der Vizemeister und ein dritter Teilnehmer aus Süddeutschland für die deutsche Fußballmeisterschaft qualifiziert.
| Saison  | Weitere Teilnehmer Süddeutschlands | Abschneiden deutsche Meisterschaft | Deutscher Meister  |
| ------- | ---------------------------------- | ---------------------------------- | ------------------ |
| 1924/25 | 1. FC Nürnberg                     | Sieger                             | 1. FC Nürnberg     |
| 1924/25 | FSV Frankfurt                      | Finale                             | 1. FC Nürnberg     |
| 1925/26 | SpVgg Fürth                        | Sieger                             | SpVgg Fürth        |
| 1925/26 | FSV Frankfurt                      | Viertelfinale                      | SpVgg Fürth        |
| 1926/27 | SpVgg Fürth                        | Halbfinale                         | 1. FC Nürnberg     |
| 1926/27 | SV 1860 München                    | Halbfinale                         | 1. FC Nürnberg     |
| 1927/28 | Eintracht Frankfurt                | Achtelfinale                       | Hamburger SV       |
| 1927/28 | FC Wacker München                  | Halbfinale                         | Hamburger SV       |
| 1928/29 | FC Bayern München                  | Viertelfinale                      | SpVgg Fürth        |
| 1928/29 | SpVgg Fürth                        | Sieger                             | SpVgg Fürth        |
| 1929/30 | SpVgg Fürth                        | Viertelfinale                      | Hertha BSC         |
| 1929/30 | 1. FC Nürnberg                     | Halbfinale                         | Hertha BSC         |
| 1930/31 | Eintracht Frankfurt                | Viertelfinale                      | Hertha BSC         |
| 1930/31 | SV 1860 München                    | Finale                             | Hertha BSC         |
| 1931/32 | FC Bayern München                  | Sieger                             | FC Bayern München  |
| 1931/32 | 1. FC Nürnberg                     | Halbfinale                         | FC Bayern München  |
| 1932/33 | SV 1860 München                    | Halbfinale                         | Fortuna Düsseldorf |
| 1932/33 | Eintracht Frankfurt                | Halbfinale                         | Fortuna Düsseldorf |

## Rekordmeister
Süddeutscher Rekordmeister ist der Karlsruher FV, welcher den Titel achtmal gewinnen konnte.
|  | Verein              | Titel | Jahr                                           |
|  | ------------------- | ----- | ---------------------------------------------- |
|  | Karlsruher FV       | 8     | 1901, 1902, 1903, 1904, 1905, 1910, 1911, 1912 |
|  | 1. FC Nürnberg      | 7     | 1916, 1918, 1920, 1921, 1924, 1927, 1929       |
|  | Stuttgarter Kickers | 3     | 1908, 1913, 1917                               |
|  | SpVgg Fürth         | 3     | 1914, 1923, 1931                               |
|  | Freiburger FC       | 2     | 1899, 1907                                     |
|  | FC Bayern München   | 2     | 1926, 1928                                     |
|  | Eintracht Frankfurt | 2     | 1930, 1932                                     |
|  | Straßburger FV      | 1     | 1900                                           |
|  | 1. FC Pforzheim     | 1     | 1906                                           |
|  | FC Phönix Karlsruhe | 1     | 1909                                           |
|  | FC Wacker München   | 1     | 1922                                           |
|  | VfR Mannheim        | 1     | 1925                                           |
|  | FSV Frankfurt       | 1     | 1933                                           |

## Regionale Meister 1904 bis 1933
Nachfolgend sind die Meister der jeweils höchsten regionalen Spielklassen aufgeführt. Der jeweilige süddeutsche Meister eines Jahres ist fett hervorgehoben.

### 1904 bis 1907
| Jahr    | Main | Pfalz                                                            | Mittelbaden     | Oberrhein         | Schwaben            | Bayern                                                         |
| ------- | --- | ---------------------------------------------------------------- | --------------- | ----------------- | ------------------- | -------------------------------------------------------------- |
| 1903/04 | Germania 94 Frankfurt                                                                                                | Mannheimer FG 1896                                               | Karlsruher FV   | Straßburger FV    | Stuttgarter Kickers | Oberbayern: FC Bayern München                                  |
| 1904/05 | Westmain: FFC Victoria Ostmain: 1. Hanauer FC 93                                                                     | Mannheimer FG Union 1897                                         | Karlsruher FV   | FC Mülhausen 1893 | Stuttgarter Kickers | Oberbayern: FC Bayern München                                  |
| 1905/06 | Mittelrhein: SV Wiesbaden Westmain: FFC Victoria Ostmain: 1. Hanauer FC 93                                           | Neckar: Mannheimer FC Viktoria 1897 Pfalz: FC Pfalz Ludwigshafen | 1. FC Pforzheim | Freiburger FC     | Stuttgarter Kickers | Nordbayern: 1. FC Nürnberg Südbayern: MTV München von 1879     |
| 1906/07 | Mittelrhein: SV Wiesbaden Westmain: Amicitia Bockenheim Südmain: Frankfurter FC Kickers Mittelmain: 1. Hanauer FC 93 | Neckar: Mannheimer FG 1896 Pfalz: FC Pfalz Ludwigshafen          | Karlsruher FV   | Freiburger FC     | Stuttgarter Kickers | Mittelfranken: 1. FC Nürnberg Oberbayern: MTV München von 1879 |

### 1908 bis 1919
Zur Saison 1907/08, zehn Jahre nach Gründung des Verbandes, war eine für das gesamte Verbandsgebiet halbwegs einheitliche Ligastruktur geschaffen. Ab 1910/11 waren die obersten Ligen in allen vier Kreisen eingleisig.
| Jahr    | Nordkreis                                 | Westkreis                                 | Südkreis                                  | Ostkreis                                  |
| ------- | ----------------------------------------- | ----------------------------------------- | ----------------------------------------- | ----------------------------------------- |
| 1907/08 | 1. Hanauer FC 93                          | FC Pfalz Ludwigshafen                     | Stuttgarter Kickers                       | 1. FC Nürnberg                            |
| 1908/09 | 1. Hanauer FC 93                          | FC 1900 Kaiserslautern                    | Phönix Karlsruhe                          | 1. FC Nürnberg                            |
| 1909/10 | Viktoria 1894 Hanau                       | Mannheimer FG 1896                        | Karlsruher FV                             | FC Bayern München                         |
| 1910/11 | SV Wiesbaden                              | Mannheimer FG 1896                        | Karlsruher FV                             | FC Bayern München                         |
| 1911/12 | Frankfurter FV                            | Phönix Mannheim                           | Karlsruher FV                             | SpVgg Fürth                               |
| 1912/13 | Frankfurter FV                            | VfR Mannheim                              | Stuttgarter Kickers                       | SpVgg Fürth                               |
| 1913/14 | Frankfurter FV                            | VfR Mannheim                              | Stuttgarter Kickers                       | SpVgg Fürth                               |
| 1914/15 | keine Verbandsmeisterschaften ausgetragen | keine Verbandsmeisterschaften ausgetragen | keine Verbandsmeisterschaften ausgetragen | keine Verbandsmeisterschaften ausgetragen |
| 1915/16 | 1. Hanauer FC 93                          | FC Pfalz Ludwigshafen                     | Freiburger FC                             | 1. FC Nürnberg                            |
| 1916/17 | FSV Frankfurt                             | FC Pfalz Ludwigshafen                     | Stuttgarter Kickers                       | SpVgg Fürth                               |
| 1917/18 | Amicitia und 1902 Frankfurt               | Phönix Mannheim                           | FC Union Stuttgart                        | 1. FC Nürnberg                            |
| 1918/19 | Frankfurter FV                            | –                                         | –                                         | –                                         |

### 1920 bis 1923
Aufgrund der nach Kriegsende schwierigen Situation wurde der Spielbetrieb zunächst in zehn obersten Ligen (meist „Kreisliga“ genannt) aufgenommen.
| Jahr    | Rheinhessen        | Nordmain              | Südmain                | Pfalz                  | Saar                 |
| ------- | ------------------ | --------------------- | ---------------------- | ---------------------- | -------------------- |
| 1919/20 | Germania Wiesbaden | Frankfurter FV        | Kickers Offenbach      | FC Pfalz Ludwigshafen  | Saar 05 Saarbrücken  |
| 1920/21 | FSV Mainz 05       | Eintracht Frankfurt   | Kickers Offenbach      | FC Phönix Ludwigshafen | Borussia Neunkirchen |
| 1921/22 | SV Wiesbaden       | Germania 94 Frankfurt | VfL Neu-Isenburg       | FC Phönix Ludwigshafen | Borussia Neunkirchen |
| 1922/23 | SV Wiesbaden       | FSV Frankfurt         | Kickers Offenbach      | FC Phönix Ludwigshafen | Borussia Neunkirchen |
| Jahr    | Nordbayern         | Südbayern             | Württemberg            | Südwest                | Odenwald             |
| 1919/20 | 1. FC Nürnberg     | FC Bayern München     | Stuttgarter SC         | Freiburger FC          | Waldhof Mannheim     |
| 1920/21 | 1. FC Nürnberg     | Wacker München        | Stuttgarter Kickers    | 1. FC Pforzheim        | Waldhof Mannheim     |
| 1921/22 | SpVgg Fürth        | Wacker München        | Sportfreunde Stuttgart | Karlsruher FV          | VfR Mannheim         |
| 1922/23 | SpVgg Fürth        | FC Bayern München     | Stuttgarter Kickers    | 1. FC Pforzheim        | Phönix Mannheim      |

### 1924 bis 1927
Um die Ligenstruktur wieder zu straffen, wurden zur Saison 1923/24 „Bezirksligen“ als neue höchste Spielstufe oberhalb der Kreisligen eingeführt und deren Anzahl auf fünf festgelegt, womit die Zahl der „erstklassigen“ Mannschaften halbiert und das fußballerische Niveau dementsprechend angehoben wurde.
| Jahr    | Main          | Rhein            | Rheinhessen-Saar     | Württemberg-Baden   | Bayern            |
| ------- | ------------- | ---------------- | -------------------- | ------------------- | ----------------- |
| 1923/24 | FSV Frankfurt | Waldhof Mannheim | Borussia Neunkirchen | Stuttgarter Kickers | 1. FC Nürnberg    |
| 1924/25 | FSV Frankfurt | VfR Mannheim     | SV Wiesbaden         | Stuttgarter Kickers | 1. FC Nürnberg    |
| 1925/26 | FSV Frankfurt | VfR Mannheim     | FV Saarbrücken       | Karlsruher FV       | FC Bayern München |
| 1926/27 | FSV Frankfurt | VfL Neckarau     | FSV Mainz 05         | VfB Stuttgart       | 1. FC Nürnberg    |

### 1928 bis 1933
Zur Saison 1927/28 wurden die Bezirke von fünf auf vier reduziert (Main/Hessen, Rhein/Saar, Württemberg/Baden und Bayern), durch die Aufteilung jedes Bezirkes in zwei „Gruppen“ stieg die tatsächliche Zahl der obersten Spielklassen aber wieder auf acht Staffeln an.
| Jahr    | Main                | Hessen           | Rhein            | Saar                 |
| ------- | ------------------- | ---------------- | ---------------- | -------------------- |
| 1927/28 | Eintracht Frankfurt | Wormatia Worms   | Waldhof Mannheim | FV Saarbrücken       |
| 1928/29 | Eintracht Frankfurt | Wormatia Worms   | VfL Neckarau     | Borussia Neunkirchen |
| 1929/30 | Eintracht Frankfurt | Wormatia Worms   | Waldhof Mannheim | FK Pirmasens         |
| 1930/31 | Eintracht Frankfurt | Wormatia Worms   | Waldhof Mannheim | FK Pirmasens         |
| 1931/32 | Eintracht Frankfurt | FSV Mainz 05     | Waldhof Mannheim | FK Pirmasens         |
| 1932/33 | FSV Frankfurt       | FSV Mainz 05     | Waldhof Mannheim | FK Pirmasens         |
| Jahr    | Württemberg         | Baden            | Nordbayern       | Südbayern            |
| 1927/28 | Stuttgarter Kickers | Karlsruher FV    | SpVgg Fürth      | FC Bayern München    |
| 1928/29 | Germania Brötzingen | Karlsruher FV    | 1. FC Nürnberg   | FC Bayern München    |
| 1929/30 | VfB Stuttgart       | Freiburger FC    | SpVgg Fürth      | FC Bayern München    |
| 1930/31 | Union Böckingen     | Karlsruher FV    | SpVgg Fürth      | FC Bayern München    |
| 1931/32 | 1. FC Pforzheim     | Karlsruher FV    | 1. FC Nürnberg   | FC Bayern München    |
| 1932/33 | Stuttgarter Kickers | Phönix Karlsruhe | 1. FC Nürnberg   | FC Bayern München    |